# Campo Alegre de Goiás
Campo Alegre de Goiás è un comune del Brasile nello Stato del Goiás, parte della mesoregione del Sul Goiano e della microregione di Catalão.